# Fallax dalliniformis
Fallax dalliniformis är en armfotingsart som beskrevs av Andrew Atkins 1960. Fallax dalliniformis ingår i släktet Fallax och familjen Aulacothyropsidae. Inga underarter finns listade i Catalogue of Life.